# Sinterklaasjournaal (2007)
Het Sinterklaasjournaal in 2007 was het zevende seizoen van het Sinterklaasjournaal en werd gepresenteerd door Dieuwertje Blok. De intocht vond plaats in Kampen.

## Verhaallijn
Dit jaar meerde de Pakjesboot 12 van Sinterklaas aan in Kampen. Op de stoomboot was er een heleboel Pieten die van alles verkeerd deden: het bleken Pieten te zijn die nog in opleiding zijn, vandaar dat ze nog geen veer op hun muts hadden. Ze werden "Pieten zonder veer" genoemd. Op de boot ontstond er nóg een groot probleem: de kolen waren plotseling op, waardoor de stoomboot niet verder kon varen. Maar de volgende dag stuurde de burgemeester van Kampen een schip met kolen naar de stoomboot. Zo kon hij weer varen en kon hij even later veilig aanmeren.
In het Pietenhuis zei Sinterklaas dat de Hoofdpiet en de Huispiet de Pieten zonder veer moesten leren hoe ze Piet moeten zijn. Maar Pietje Precies had de stoomboot (die nog vol pakjes zat) inmiddels meegenomen naar Spanje om nieuwe Pieten (met veer) te halen. Dit moest hij van de hoofdpiet doen, want de Pieten zonder veer stuurden namelijk alles in de war. Sinterklaas wist dit nog niet. Hij had inmiddels een andere oplossing: hij stuurde alle Pieten zonder veer naar kleuterscholen waar ze dan bij de kleuters konden leren hoe ze Piet moeten zijn. Maar diezelfde week zette een Piet zonder veer de muts van de Hoofdpiet op. Die muts had een veer. Toen de Huispiet dat zag, gooide hij de veer direct in de haard. Die Piet had namelijk nog geen diploma en dus mocht hij geen veer. Al gauw had bijna iedereen een veer, behalve de Hoofdpiet. Daarom weigerde Pietje Precies terug te komen. Alleen als de Hoofdpiet ook een veer had, zou hij de boot keren.
Er zat daarom voor de Hoofdpiet niets anders op dan opnieuw zijn Pietenexamen te doen. Toen de Hoofdpiet het Pietendiploma uiteindelijk kreeg, zette Sinterklaas nog een veer op zijn muts en belde Dieuwertje naar Pietje Precies om te zeggen dat hij kon omkeren. Hij kwam nog precies op tijd aan. Alle cadeautjes werden uitgeladen en het werd nog een groot feest.

## Rolverdeling
| Rol                                 | Naam                  |
| ----------------------------------- | --------------------- |
| Presentatrice                       | Dieuwertje Blok       |
| Voice-over                          | Kees Driehuis         |
| Verslaggever                        | Jeroen Kramer         |
| Sinterklaas                         | Bram van der Vlugt    |
| Wellespiet                          | Dick van den Toorn    |
| Boekpiet                            | Marc Nochem           |
| Hoofdpiet                           | Erik van Muiswinkel   |
| Huispiet                            | Maarten Wansink       |
| Paardenpiet Glenn                   | Anne Rats             |
| Pietje Precies                      | Bob Fosko             |
| Rare Piet                           | Rob Kamphues          |
| Sorrypiet                           | Marc-Marie Huijbregts |
| Professor Titus Tillema             | Dick Lam              |
| P.O.D.                              | Bas Hoeflaak          |
| P.O.D.                              | Peter van de Witte    |
| Gastrollen                          |                       |
| Hans Knus                           | Bert Visscher         |
| Dirigent van De Kamper Koggezangers | Henny Huisman         |
| Hans IJsvogel                       | Huub Stapel           |
| Moeder van Nina                     | Tatum Dagelet         |
| Zichzelf                            | Piet Paulusma         |
| Juf Marloes                         | Angela Schijf         |
| Martin Zeveraar                     | Kees Torn             |
| Politieagent                        | Serge-Henri Valcke    |